# Raro
Raro (spanisch für selten) ist ein Album des Münchener Rappers Harry Quintana. Es erschien am 19. Februar 2019 über das Label Quinto Set auf Streaming- und Download-Plattformen.

## Titelliste
| # | Titel                                             | Produzenten     | Länge |
| - | ------------------------------------------------- | --------------- | ----- |
| 1 | Nein                                              | Homage          | 2:36  |
| 2 | Bruno Mars (feat. LGoony)                         | DirrtyHarmonies | 2:49  |
| 3 | Surfin’ USA                                       | THOT$ENSEI      | 3:16  |
| 4 | Zwei Pimps (Remix) (feat. Klubking, Blanko Malte) | Dreamlife Beats | 3:13  |
| 5 | Der Terminator                                    | D’Artizt        | 3:14  |
| 6 | Ingolstadt Village                                | Benihana Boy    | 3:51  |
| 7 | Quito (Remix)                                     | Mounika         | 2:53  |
| 8 | Weiter                                            | Omito           | 3:34  |

## Rezeption
| Professionelle Bewertungen | Professionelle Bewertungen |
| -------------------------- | -------------------------- |
| Kritiken                   |                            |
| Quelle                     | Bewertung                  |
| laut.de                    | [ 1 ]                      |

Das Online-Magazin Laut.de bewertete das Album mit vier von möglichen fünf Punkten. So sei Harry Quintana mit Raro ein „bemerkenswertes Album gelungen“. Redakteur Moritz Fehrle lobt die Einzigartigkeit der Ästhetik und des Stils und schreibt dem Werk eine „Mischung aus Unnahbarkeit und Überheblichkeit, aus Tragik und Absurdität“ zu. Insgesamt gehöre das Werk zum „Spannendsten und Unterhaltsamsten, das Deutschrap [2019] zu bieten“ habe. Jakob Paur vom Hip-Hop-Magazin Juice stellt das „gewohnt [überzogene] Braggadocio“ des Albums heraus und resümiert, dass Harry Quintana mit Raro einmal mehr „seinen Status als Untergrundlegende“ rechtfertige. Thomas Lindner von MZEE lobt Raro als „extrem unterhaltsam, andererseits ungemein fesselnd“ und betont den „einzigartigen Stil, durch den [Harry Quintana] sich von der breiten Masse“ abhebe.